# Havittaja
Havittaja é o pseudônimo usado por um indivíduo ou grupo de crackers, scriptkiddys, responsável por ataques a Brigada Militar. O Grupo também foi responsável por ataques aos sites do Ministério do Esporte e também realizou ataques a parceiros do UOL  e ao Ministério Público e diversas prefeituras.

## Declarações Polêmicas
O Grupo Havittaja deu declarações polêmicas que tiveram certa repercussão na mídia, dizendo que poderia trabalhar para o governo caso houvesse mudanças como fim da corrupção, diminuição nos impostos, e melhores condições de vida para todos os brasileiros.

## Contato com o líder do grupo LulzSec
Em março de 2012, o grupo estava trabalhando em conjunto com o hacker Sabu que na verdade era um informante do FBI, o mesmo foi capturado em março de 2012. Junto com Sabu o grupo promoveu ataques as Organizações Globo, e muitos outros sites governamentais.

## Parceiros atuais
Atualmente, o grupo vem trabalhando com o hacker evilc0de Fábio Gomes (TheEvilc0de) um de seus últimos feitos foi um grande ataque de quase 48 horas para o website da Brigada Militar do Rio Grande do Sul e também um ataque ao website do Exército brasileiro e uma invasão a Polícia Civil de Rondônia.